# Athens (Alabama)
|  | Dieser Artikel wurde aufgrund von inhaltlichen Mängeln auf der Qualitätssicherungsseite des Projektes USA eingetragen. Hilf mit, die Qualität dieses Artikels auf ein akzeptables Niveau zu bringen, und beteilige dich an der Diskussion! Eine nähere Beschreibung der zu behebenden Mängel fehlt. |

Athens ist eine Stadt und der County Seat des Limestone County im US-Bundesstaat Alabama. Das U.S. Census Bureau hat bei der Volkszählung 2020 eine Einwohnerzahl von 25.406 ermittelt.

## Geographie
Athens liegt im Norden Alabamas im Süden der Vereinigten Staaten. Es ist etwa 20 Kilometer von der nördlichen Grenze zu Tennessee und 120 Kilometer von der östlichen Grenze zu Georgia entfernt. Der Ort liegt unmittelbar am Tennessee River.
Nahegelegene Orte sind unter anderem Tanner (1 km südlich), Madison (7 km südöstlich), Huntsville (7 km östlich), Harvest (8 km östlich) und Elkmont (8 km nördlich).

## Geschichte
Athens wurde 1818 durch vier Siedler gegründet. 1822 wurde die Athens Female Academy gegründet, der Vorgänger der heutigen Athens State University.
Während des Sezessionskriegs wurde die Stadt 1862 von Unionssoldaten besetzt und geplündert.
Lange Zeit galt Athens als Zentrum der Baumwolle und des Schienenverkehrs, seit den 1950er und 1960er Jahren ist es aber zunehmend ein Zentrum der Luft- und Raumfahrt geworden, auch dank der industriell bedeutsamen Nachbarstadt Huntsville.
Südlich der Stadt befindet sich seit 1974 das Kernkraftwerk Browns Ferry, das zu dieser Zeit als weltweit größtes galt. Das Feuer in Unite One 1975 gilt als einer der schwersten nuklearen Unfälle in der Geschichte der Vereinigten Staaten.

## Demographie
Die Volkszählung 2000 ergab eine Einwohnerzahl von 18.967, verteilt auf 7742 Haushalte und 5140 Familien. Die Bevölkerungsdichte lag bei 186 Menschen pro Quadratkilometer. 77,7 % der Bevölkerung waren Weiße, 18,3 % Schwarze, 0,7 % Asiaten, 0,4 % Indianer und 0,02 % Pazifische Insulaner. 1,9 % entstammten einer anderen Ethnizität, 0,9 % hatten zwei oder mehr Ethnizitäten, 4,9 % waren Hispanics oder Lateinamerikaner jedweder Ethnizität. Auf 100 Frauen kamen knapp 90 Männer. Das Durchschnittsalter lag bei 38 Jahren, das Pro-Kopf-Einkommen betrug 19.315 US-Dollar, womit etwa 16,3 % der Bevölkerung unterhalb der Armutsgrenze lebten.
Bis zur 2019 stieg die Bevölkerungszahl auf 27.366 an.

## Kultur und Sehenswürdigkeiten
Neun Bauwerke und Stätten in Athens und der näheren Umgebung sind im National Register of Historic Places („Nationales Verzeichnis historischer Orte“; NRHP) des National Park Service eingetragen (Stand 27. April 2021), vier davon sind Historic Districts, bei den anderen handelt es sich um Bauwerke. Eingetragene Objekte sind unter anderem der Athens Courthouse Square Commercial Historic District, das Governor George Smith Houston House und der Robert Beaty Historic District.

## Verkehr
Vom Westen in den Osten der Stadt verläuft der U.S. Highway 72, vom Norden in den Süden der U.S. Highway 31. Östlich dessen verläuft der Interstate 65, der auf einer Länge von 1436 Kilometern von Indiana bis in den Süden Alabamas verläuft. Südlich der Stadt verläuft als Umgehungsstraße der Interstate 565.
Etwa 13 Kilometer südöstlich der Stadt befindet sich der Huntsville International Airport.

## Söhne und Töchter der Stadt
- Nicholas Davis junior (1825–1875), Politiker aus dem 19. Jahrhundert
- John Mason Martin (1837–1898), Rechtsanwalt und Politiker
- Floyd McDaniel (1915–1995), Musiker
- William N. Richardson (1839–1914), Rechtsanwalt, Richter und Politiker